# Cavalli e cavalieri siriani dell'Eufrate fatti a mano
I cavalli e cavalieri siriani fatti a mano dell'Eufrate (dall'inglese "Euphrates Handmade Syrian Horses and Riders", EU_HSHR) è un gruppo di sculture in argilla cotta raffiguranti cavalli o cavalli con cavalieri risalenti al periodo della tarda età del ferro (metà VIII- VII secolo a.C.); prodotte nella regione del Medio Eufrate fanno parte di una produzione che comprende anche le "figurine a colonna siriane dell'Eufrate" (dall'inglese "Euphrates Syrian Pillar Figurines", EU_SPF's).

## Altri denominazioni in letteratura
L'attuale nomenclatura adottata per questa classe di figurine è stata recentemente proposta in una ricerca di dottorato. Il nome richiama la loro origine geografica, la tecnica di lavorazione e i soggetti ritratti. Tuttavia, si può trovare la loro comparsa in letteratura scientifica con termini diversi:
- Horses and Horsemen or Horse, Horse-and-rider[2]
- Handgemachte Reiterfiguren des 1. Jahrtausends (HR), Typ I(?)[3]
- Horses and Horse Riders[4]

## Caratteristiche tecniche

### Modellazione
Queste figurine in argilla sono completamente realizzate a mano e sono autoportanti. Di solito venivano realizzate tenendole con una mano mentre l'altra era impegnata nella modellazione dei dettagli. Questa era la cosiddetta tecnica del "pupazzo di neve" (dall'inglese "snowman technique"), che consente di lavorare le figurine in uno spazio tridimensionale. L'oggetto ha una forma a tutto tondo, prediligendo la parte inferiore del corpo della figurina come base di appoggio. A differenza delle figurine realizzate con stampi, queste figurine possono essere viste da tutti i lati, sebbene la vista laterale sia quella preferita.

### Decorazioni e colori
Questa produzione è caratterizzata da abbondanti decorazioni applicate direttamente sul corpo della statuina tramite strisce e palline di argilla. Le decorazioni sono utilizzate per sottolineare le caratteristiche anatomiche e i motivi in tessuto delle armature per i cavalieri e delle bardature per i cavalli. Non sono state osservate figurine con tracce di pittura in superficie. I colori degli impasti dell'argilla sono abbastanza uniformi, fatto che suggerisce che tali oggetti subissero un buon processo di cottura, piccoli cambiamenti potrebbero invece essere legati all'atmosfera nelle fornaci dove venivano cotte. Questa loro caratteristica potrebbe indicare l'uso comune delle fornaci con la ceramica neo-assira contemporanea. La connessione con la ceramica neo-assira è ulteriormente dimostrata dai trattamenti di superficie, dove solitamente compare un ingobbio biancastro e in alcuni rarissimi esemplari anche una colata di smalto blu-verde. La smaltatura era un trattamento superficiale tipico delle ceramiche importate dall'Assiria e in alcuni mattoni policromi locali dello stesso periodo. Infine, non è stata osservata alcuna statuina con tracce di pittura.

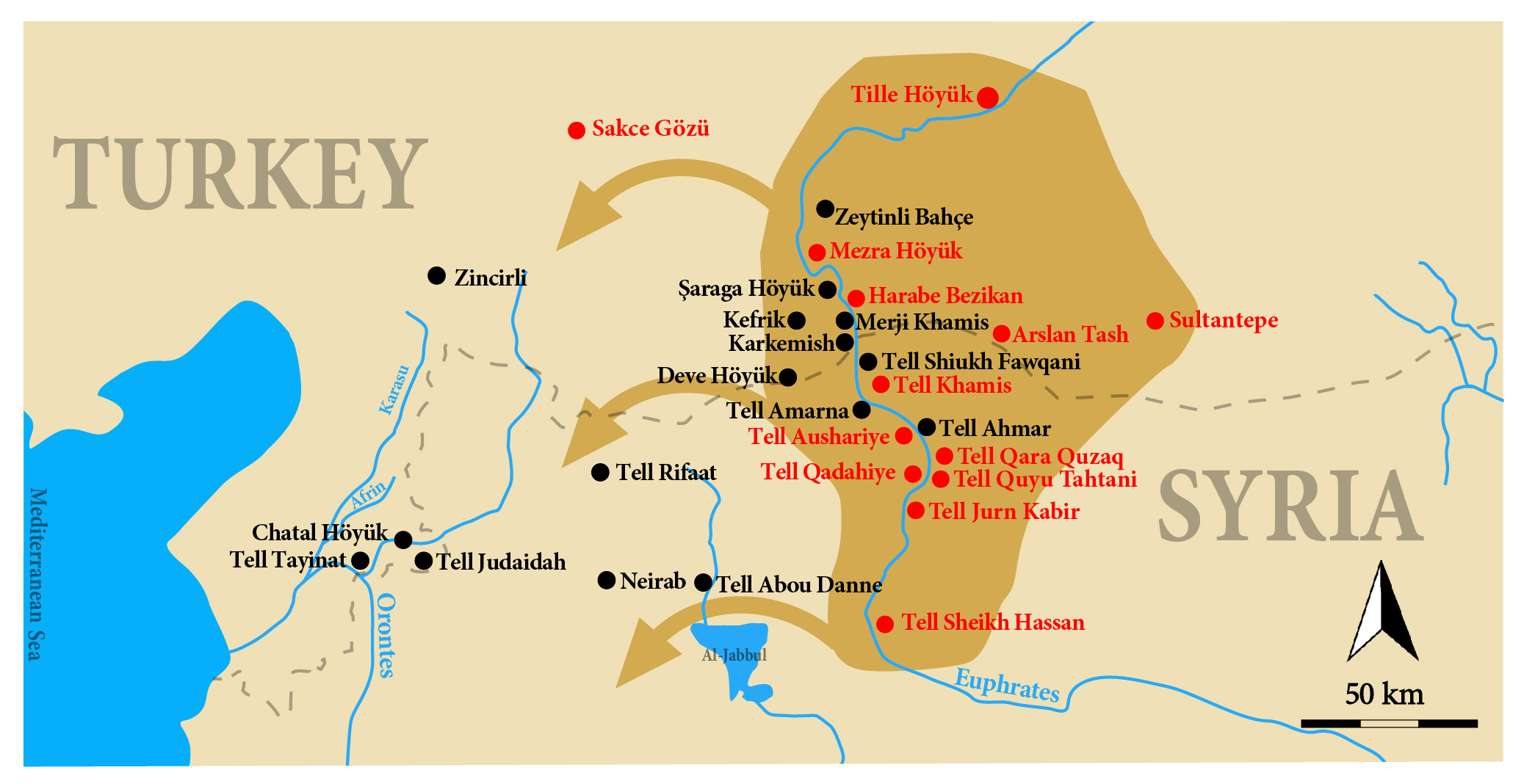
Siti con presenza sicura (nero) e provvisoria (rosso) di EU_SPF e HSHR nel Levante settentrionale. Grafica di B.Bolognani.

## Diffusione geografica
Le statuine di EU_HSHR sono attestate solo ad ovest dell'Eufrate e in particolare la fascia dell'Eufrate sembra essere il principale centro produttivo. Da quest'area sono stati raccolti diversi esemplari a Karkemish, Tell Ahmar, Tell Amarna, Deve Höyük, Tell Shiukh Fawqani, Saraga Höyük e Zeytinli Bahçe Höyük. Questa produzione è stata collegata solo a siti con una forte presenza neo-assira come risultato del controllo prolungato di alcuni centri di dimensioni urbane sull'Eufrate. Infatti, queste figurine non compaiono in altri siti della zona dove l'invasione neo-assira causò un impoverimento socio-economico. Quindi, non sono note figurine dai siti di Tell Sheikh Hassan, Tell Qara Quzaq, Tell Qara Quyu Tahtani e Tell Khamis. Al di fuori del bacino di utenza dell'Eufrate, reperti sporadici sono sparsi verso ovest in siti come Zincirli Höyük, Tell Judaidah, Chatal Höyük, Tell Tayinat, Tell Abu Danne e probabilmente a Tell Rifaat e Neirab.

## Cronologia
Secondo i dati contestuali, queste figurine sono attestate in alcuni siti del Medio Eufrate durante la matura età del ferro. In contesti archeologici, tali manufatti di solito provengono da strati superiori risalenti al periodo neo-assiro (VII secolo a.C.), sebbene l'origine di questa produzione sia da identificarsi con la fine del periodo neo-siriano (metà / fine VIII secolo a.C.). Nel sito di Karkemish, infatti, la maggior parte dei ritrovamenti appartiene agli strati della fase cosiddetta di "Ferro III", mentre una parte minore è stata recuperata in quelli di "Ferro II".

## Collezioni museali
| Museo                                  | Provenienza                                                    | Num. di figurine | Numero di museo |
| -------------------------------------- | -------------------------------------------------------------- | ---------------- | --- |
| British Museum, Londra                 | Karkemish, Yunus, Merj Khamis, vari cimiteri sul Medio Eufrate | 49               | 92278, 92280, 104475, 104478, 105005, 105006, 105007, 105008, 105029, 105030, 105031, 105032, 105033, 105034, 105035, 105036, 105037, 105038, 105039, 105040, 105046, 105047, 105050, 105049, 105049 105097, 105099, 108756, 116255, 116318, 116319, 116320, 116321, 116322, 116323, 116324, 116325, 116327, 116328, 134620, 1922,0511.517. A, 1922,0511.518. A, 1922,0511.519. A, 1922,0511.520. A, 1922,0511.521. A, 1922,0511.522. A, 1922,0511.524. A, 1922,0511.525. A, H80,26 |
| Ashmolean Museum, Oxford               | Karkemish, Gavourilla, vari cimiteri sul Medio Eufrate         | 7                | AN1913.648, AN1913.872, AN1914.131, AN1948.229, AN1962.64, AN1996.44, AN1996.45 |
| Fitzwilliam Museum, Cambridge          | Deve Höyük                                                     | 1                | https://webapps.fitzmuseum.cam.ac.uk/explorer/index.php?qu=ANE.74.1913&oid=86764 |
| Museo del Louvre, Parigi               | Karkemish                                                      | 1                | AO 9026 |
| Pergamon Museum, Berlino               | Deve Höyük                                                     | 1                | VA 07087 |
| Museo delle Civiltà Anatoliche, Ankara | Karkemish                                                      | 2                | 1577, 1585, 1586, 1582, 1583, 1584, 1587 |
| Israel Museum, Gerusalemme             | Sconosciuta                                                    | 1                | 82.2.1055 |